# Gérard Garitte
Gérard Garitte (Provincia dell'Hainaut, 15 gennaio 1914 – Provincia dell'Hainaut, 27 agosto 1990) è stato un filologo, storico ellenista francese.
Fu membro dell'Accademia reale belga di lingua e letteratura francese.

## Biografia
Dopo aver completato negli anni Quaranta il dottorato in filosofia e lettere presso l'Università Cattolica di Lovanio con specializzazione in filologia classica, prese parte alla Campagna dei 18 giorni.
Nel 1946 iniziò a insegnare presso lo stesso ateneo storia di Bisanzio, greco bizantino, greco moderno, armeno, copto e georgiano. Nel 1950 divenne redattore della rivista Museon. Nel 1957 fu nominato consulente e senior dall'UNESCO per il conflitto tra Israele ed Egitto sul Monte Sinai.
Nel '59 ricevette il Premio Francqui e nel '69 divenne accademico.
Nel 1962 insieme a Georges Lemaître fondò la  ACAPSUL (Associazione del personale scientifico dell'Università di Lovanio), che si oppose con virulenza all'espulsione degli studenti valloni francofoni dall'Università di Lovanio. Membro onorario della Rénovation wallonne, dissentì dalla posizione del suo fondatore Robert Royer, che sostenne la creazione di un'università pluralista di Lovanio in Vallonia.